# Estrema destra
L'estrema destra, nota anche come ultradestra, è un termine utilizzato per definire una varietà di movimenti politici, ideologie e partiti che si collocano più a destra dello spettro politico rispetto alla destra politica mainstream. Il concetto è emerso nel linguaggio politico francese e inizialmente indicava, fino al XIX secolo, le posizioni più regaliste e reazionarie, spesso associate al sostegno per la dinastia dei Borbone. In contrasto, l'estrema sinistra storica comprendeva coloro che si dichiaravano più liberali o repubblicani. In Europa, degli esempi di movimenti di estrema destra del diciannovesimo secolo includono gli Ultra-Tories nel Regno Unito e l'Action Française in Francia, oggi ancora esistente.
Con l'avvento del fascismo, l'estrema destra acquisì tratti decisamente più populisti, abbandonando le vecchie tendenze elitiste. Ciò portò diversi autori a parlare di "estrema destra delle masse" per distinguerla dalla destra dell'Ancien Régime. Questa nuova estrema destra metteva maggiormente in risalto il nazionalismo e/o il razzismo per raggiungere un sentimento collettivo di unità nazionale. Il nazionalsocialismo di Adolf Hitler, ispirato al "socialismo prussiano" (Preussentum und Sozialismus) di Oswald Spengler, rappresentò un esempio significativo delle politiche di odio razziale e pulizia etnica portate alle estreme conseguenze: il genocidio del popolo ebraico.
Sebbene parte della nuova estrema destra, il Partito Nazionalsocialista (NSDAP) non fu ostile verso i gruppi reazionari, ma assorbì tra i suoi membri il Partito Popolare Nazionale Tedesco (DNVP), reazionario, monarchico e nazionalista. Inoltre intrattenne rapporti con alcuni esponenti dell'alta nobiltà decaduta tedesca, i quali entrarono a far parte del partito dal 1925 fino alla resa del Terzo Reich.
Occorre inoltre notare che le radici del suprematismo razziale dell'estrema destra, derivate dall'obsoleta teoria del razzialismo, precedono il fascismo e il nazismo. Basti pensare ad esempi storici come gli Stati Confederati d'America (1861-1865) che sostenevano la superiorità di alcuni gruppi etnici, come gli Europei e i Cherokee, sulle popolazioni di origine africana. Allo stesso modo del primo Ku Klux Klan (1865-1872), il quale, come gli schiavisti confederati, credeva che i neri fossero discendenti di Canaan e quindi destinati alla subordinazione per volere divino.
Nei Paesi in cui, per ragioni storiche o demografiche, le politiche razziste non erano attuabili, l'estrema destra assunse forme incentrate sull'uniformità culturale e religiosa della nazione. Un esempio di questo fenomeno sono gli integralisti brasiliani nell'America meridionale; sebbene alcuni esponenti fossero antisemiti, gli integralisti presero le distanze dal nazismo perché Plínio Salgado credeva che ogni persona, indiscriminatamente dalla razza, dovesse unirsi sotto la bandiera dell'Integralismo. Un altro esempio significativo di estrema destra in America Latina è stato rappresentato dai sostenitori della dittatura di Augusto Pinochet in Cile (1973-1990), noti come pinochetisti, famosi per il loro anticomunismo radicale e le persecuzioni politiche ad opera delle squadre della morte.
In generale, l'estrema destra rappresenta un'ampia gamma di movimenti politici caratterizzati da ideologie ultranazionaliste, reazionarie ed identitarie. Sebbene esistano variazioni significative all'interno di questa collocazione politica, l'estrema destra è spesso associata a posizioni xenofobe, scioviniste, nativiste, autoritarie, anticomuniste e social-conservatrici. Gli Stati Uniti d'America presentano una forma unica di estrema destra, che comprende sia la già menzionata estrema destra suprematista bianca (neonazisti e Ku Klux Klan), sia un'estrema destra tradizionalista e antigovernativa che si focalizza sulla fervente difesa del capitalismo di libero mercato che comprende filoni della destra del libertarismo e del paleoconservatorismo. In questa definizione secondaria cadono i gruppi del movimento della milizia come gli Oath Keepers e i Three Percenters o la realtà del movimento dei cittadini sovrani.
Alcuni gruppi e movimenti adottano posizioni più radicali e estreme rispetto ad altri. Ad esempio, mentre alcuni partiti di estrema destra possono essere più moderati e partecipare al processo politico democratico (destra radicale), altri adottano posizioni più estreme, come le ideologie neonaziste o neofasciste. Esistono più metodi per la loro classificazione, come la scala di Leonard W. Ferguson, il diagramma di Hans Eysenck, il modello a due assi dei valori politici di Milton Rokeach, etc., ma nessuno di questi è universalmente accettato; c'è però un consenso generale nell'identificare il fascismo e il nazismo come ideologie di estrema destra. La posizione di coloro che sostengono che "estrema sinistra" e "estrema destra" non siano estremi opposti è conosciuta come "teoria del ferro di cavallo".

## Definizioni

Uno spettro politico considerato convenzionale, dove il polo estremo della destra è rappresentato dal fascismo.

La definizione non rigorosa di estrema destra, variabile anche a seconda dell'area geopolitica, rende oggetto di dibattito sia la dimensione di essa sia il numero di movimenti e partiti a essa ascrivibili. Molti di questi, inoltre, rifiutano tale qualifica giudicandola denigratoria e/o pregiudizievole. L'aggettivo estrema, che potrebbe richiamare il sostantivo "estremismo", è respinto da alcuni movimenti considerandolo come un'etichetta arbitraria, a loro assegnata dagli avversari politici per oscurarne le proposte.
La larga maggioranza di questi movimenti cavalca sentimenti popolari di opposizione all'immigrazione, definendola come una conseguenza di un eccesso di solidarismo propugnato da ideologie di sinistra o come uno strumento delle classi liberiste per introdurre un nuovo capitale umano sul territorio. Agli occhi dei seguaci di questi movimenti l'immigrazione non solo sottrarrebbe posti di lavoro ma intaccherebbe in varie forme lo stipendio medio della popolazione e porterebbe, inoltre, degrado sociale e delinquenza.
Gli aspetti ideologici su cui questi movimenti si fondano portano a volte al rifiuto, più o meno parziale, dei valori democratici (come per esempio il parlamentarismo) perché considerati corrotti e inadeguati e spesso soggetti all'ingerenza di poteri extranazionali come i gruppi di pressione, la NATO, l'Unione europea e l'ONU. Essi infatti prediligono forme di partecipazione come lo Stato organico che sarebbe capace di integrare il volere popolare a un forte potere centrale. In nome del bene comune tali movimenti si oppongono a qualsiasi forma di società segreta, da quelle massoniche a quelle legate alla delinquenza organizzata. Dichiaratamente antisionista, alcune frange minoritarie dell'estrema destra hanno riproposto a più riprese le teorie del complotto massone-giudaico pansionista che vede come protagonisti numerosi personaggi dell'alta finanza appartenenti al mondo ebraico.
Alcuni movimenti affermano che il termine "estrema destra" sia ambiguo e utilizzato sia dai commentatori politici sia dai partiti maggioritari per classificare un gran numero di formazioni politiche che ben poco hanno in comune, si collocano in posizioni contrapposte rispetto a certi argomenti e provengono da storie politiche diverse (ad esempio guardando all'estrema destra francese si può notare come, a fronte di una maggioranza di partiti nati dal collaborazionismo con il nazionalsocialismo, esistano, seppur rari, movimenti che hanno avuto origine all'interno della resistenza francese, come ad esempio i realisti della Confraternita di Notre Dame del colonnello Rémy).

### Interpretazioni politologiche
I politologi hanno variamente interpretato la categoria dell'estrema destra. Da un lato la scuola marxista ha tradizionalmente visto questi partiti come una diretta continuazione del fenomeno fascista, anche se alcuni autori hanno accettato l'uso del termine "estrema destra" come intermedio tra il fascismo e la destra tradizionale. Seguendo la tradizionale interpretazione marxista del fenomeno, tali partiti vengono visti come una varietà estrema della destra, di cui condividerebbero elementi come il capitalismo, i valori morali conservatori e l'anticomunismo. Viene inoltre spesso sottolineato l'elemento della violenza politica e i collegamenti con le ali più radicali dei partiti della destra tradizionale.
Tale interpretazione è stata tradizionalmente fortemente criticata dalla scuola liberale e conservatrice, che ha invece dato vista a un'interpretazione basata sulle categorie del totalitarismo e dell'estremismo, che accomunerebbero i partiti, di destra e sinistra, ostili alla democrazia. Questa teorizzazione è stata a sua volta criticata da sinistra per l'equivalenza che fa tra partiti di destra radicale e di sinistra radicale, oltre che per il possibile uso polemico del termine e per la definizione limitata.
Una terza interpretazione, detta la teoria della "modernizzazione", ha invece visto la nuova estrema destra nata negli anni Ottanta come una reazione ai cambiamenti sociali in corso a partire da quel periodo: liquefazione della società, ritiro dello stato sociale, immigrazione. L'estrema destra sarebbe quindi un fenomeno che nascerebbe dagli sconfitti di questo processo. Alcuni tra questi autori hanno inoltre sostenuto come essa sia una "contro-rivoluzione" silenziosa in risposta alla rivoluzione postmateriale (teorizzata da Inglehart) nata dagli anni Settanta con i partiti della sinistra ecologista e libertaria.
Una quarta interpretazione infine sottolinea le affinità proprio tra l'estrema destra odierna e la sinistra postmateriale, sostenendo che esse siano due facce dello stesso fenomeno. Anche questi autori vedono un legame tra queste due famiglie e il processo di globalizzazione. Alcuni sostengono che la sinistra libertaria ed ecologista sia espressione dei "vincitori" del processo, o almeno di coloro che si percepiscono come tali, mentre l'estrema destra dagli sconfitti del medesimo processo (o almeno da coloro che così si autodefiniscono). Altri invece sostengono la nascita di un vero e proprio nuovo cleavage, con da un lato i sostenitori del multiculturalismo e dall'altro gli etno-nazionalisti.

### Estrema destra, destra radicale e ultradestra
Sebbene i termini "estrema destra" e "destra radicale" siano spesso usati come sinonimi per identificare l'intera famiglia politica, vari autori, soprattutto tedeschi hanno proposto a partire dagli anni Novanta una distinzione interna alla collocazione più ampia, proponendo di differenziare i partiti di estrema destra (Rechtsextremismus) dai partiti di destra radicale (Rechtsradikalismus). Prendendo le mosse da una distinzione nata sempre in Germania in ambito giuridico per differenziare i partiti incostituzionali da quelli che pur essendo ostili ai principi costituzionali non violano la lettera della Grundgesetz, la differenza secondo tali autori consiste sostanzialmente nel rapporto con l'ordinamento democratico: i partiti di estrema destra mirerebbero al rovesciamento dell'ordinamento democratico, mentre quelli di destra radicale no.
"Destra radicale" è così divenuto un termine usato per definire la "nuova estrema destra", nata a partire dalla fine degli anni Settanta. Mudde vi identifica tre caratteristiche principali. La caratteristica fondamentale, come già aveva teorizzato Betz, è il nativismo, che coniuga nazionalismo e xenofobia in una forte ostilità all'integrazione di altri gruppi etnici e culturali nella società, visti come un veicolo della perdita di identità della società nazionale. La dimensione culturale assume così un ruolo di primo piano, lasciando in secondo piano quella economica, dove sono neoliberali. Il fatto di essere ostili all'immigrazione non è in realtà per forza una prerogativa di questi partiti, ma rispetto ad altri partiti si distinguono per la radicalità. Alcuni autori per questo motivo li hanno definiti "partiti anti-immigrazione". In secondo luogo vi è il populismo: questi partiti si prefiggono molto spesso di rappresentare il "popolo" onesto contro l'élite corrotta. In tali partiti tuttavia il discorso populista si lega a quello nativista nel sovranismo: la nazione viene vista anche come il mezzo per ridare il controllo al popolo. L'ultimo elemento secondo Mudde è infine l'autoritarismo, inteso però solo come l'ostilità ad alcuni principi base della liberaldemocrazia, come il rispetto delle minoranze e lo stato di diritto: si presuppone il rigoroso rispetto delle norme e dell'autorità e severe punizioni per i trasgressori. D'altra parte però in tali partiti non si riscontra una contrarietà al metodo democratico in quanto tale. Questo aspetto rimane anche per Mudde il principale fattore di distinzione rispetto ai partiti di estrema destra, ostili alla stessa idea di elezioni democratiche e all'uguaglianza dei diritti politici.
In ambito anglofono ha invece origine un altro termine, ossia far right. Tradotto in italiano sempre come "estrema destra", o come "ultradestra", questo termine è tipicamente usato come termine ombrello per racchiudere sia i partiti dell'estrema destra nel suo significato più specifico (extreme right) sia quelli di destra radicale. Tale concetto viene usato per evidenziare quella che a parere di vari autori è una porosità nei confini tra l'estrema destra in senso stretto e la destra radicale populista, che fa sì che l'ultradestra sia considerabile anche come un attore collettivo composto da più parti al proprio interno. Questa porosità include innanzitutto una comune base ideologica basata su nativismo e un'attitudine autoritaria nei confronti delle minoranze e dei diritti individuali, pur con importanti differenze relative, oltre all'atteggiamento nei confronti del metodo democratico, anche al populismo, diffuso tra i partiti della destra radicale e incompatibile con le teorie elitiste dell'estrema destra. Inoltre nella prassi politica occidentale i partiti di destra radicale e quelli di estrema destra hanno spesso collaborato: a volte apertamente, come nel caso di Lega Nord e Casapound, più spesso in maniera meno aperta, con esponenti di estrema destra presenti nei partiti di destra radicale (come nel caso del partito belga Vlaams Belang, o di Alternative für Deutschland). Infine, partiti e movimenti di destra radicale hanno dimostrato di potersi tramutare in partiti e movimenti di estrema destra e viceversa: si veda ad esempio l'assalto al Campidoglio da parte dei militanti trumpiani nel 2021, o all'opposto la trasformazione in senso più moderato dei Democratici Svedesi, nati come piccolo partito di estrema destra.
Un diverso uso del termine "destra radicale" (radical right) deriva invece dagli Stati Uniti, dove fin dagli anni Cinquanta era stato usato in relazione al Maccartismo e a quella precisa tendenza ideologica di marca tipicamente statunitense, che, prendendo le mosse dal tradizionale sentimento nativista, populista e ostile al governo federale, si era evoluta in una combinazione di ultranazionalismo, anticomunismo, fondamentalismo religioso, militarismo e xenofobia.

### Populismo di destra e "vecchia" e "nuova" estrema destra
Sempre a partire dagli anni Novanta è emersa nelle scienze sociali un'altra categoria, ossia quella del populismo di destra. Parte degli autori usa tale categoria come distinta da quella dell'estremismo di destra, applicando quest'ultima etichetta soltanto ai partiti più estremi che rifiutano la democrazia. Altri autori invece la utilizzano soltanto come categoria di analisi di un particolare stile politico e comunicativo, senza un riferimento alla radicalità delle posizioni assunte.
Gran parte dei politologi che utilizza la categoria del populismo di destra la usa inoltre per differenziare una "vecchia" e una "nuova" estrema destra. Tale distinzione ha preso ancora una volta le mosse dalla politologia tedesca, che dalla fine degli anni Ottanta l'ha usata per distinguere tra quei partiti che si basano ancora sulle idee del nazionalismo tedesco "classico" e predilogono soluzioni basate sul militarismo, sullo stato forte e fortemente anti-comuniste; e quei partiti che invece adottano una "terza via", un neo-nazionalismo adattato alle nuove circostanze del dopoguerra.
Tale distinzione è stata recuperata dal politologo italiano Ignazi, che ha proposto due criteri per distinguere i partiti di estrema destra dagli altri: la posizione all'estrema destra dell'arco politico e un atteggiamento critico verso l'establishment. All'interno della famiglia poi i partiti dell' estrema destra "tradizionale" sarebbero definiti da un terzo criterio, ossia la presenza di tratti fascistici nell'ideologia del partito, non presenti invece nell'estrema destra "post-industriale". Tali tratti sarebbero "miti, simboli e slogan" dei regimi fascisti tra le due guerre, ma anche l'adesione a tratti del programma politico di questi ultimi, come la limitazione delle libertà personali e l'adozione di "criteri gerarchici" nelle organizzazioni sociali.
Husbands combina invece le categorizzazioni basate sul populismo e sulla vecchia e nuova destra. Dopo aver definito la famiglia dell'estrema destra come quei partiti caratterizzati da una forte ostilità ad immigrati, rifugiati e agli stranieri in genere. Se tale caratteristica è in realtà condivisa anche con partiti della destra tradizionale, l'elemento caratteristico di tali partiti è l'estrema importanza data a tale carattere, tanto da costituire buona parte della loro identità politica. All'interno di tale famiglia poi Husbands definisce quattro categorie: partiti nazional-populisti (FPÖ, Lega Lombarda), partiti neofascisti (MSI, Republikaner), partiti nazionalisti di estrema destra (Vlaams Blok), partiti xenofobi tradizionali (Democratici Svizzeri).
Altri politologi come Elberts e Fennema hanno invece criticato l'inclusione dei partiti del populismo di destra nella categoria dell'estremismo di destra, sostenendo che poiché non tutti sono anti-democratici e non tutti usano la violenza come strumento politico, non tutti sono ostili agli immigrati, non tutti gli elettori e i membri di questi partiti si considerano di destra o collocabili sull'arco destra-sinistra e infine che gli elettori di questi partiti dal punto di vista sociologico non hanno le caratteristiche del classico elettorato di estrema destra. Tale posizione risulta tuttavia minoritaria.

## Tendenze
Il termine estrema destra è, di fatto, utilizzato in riferimento a quattro tipi di movimenti o gruppi politici:
- i movimenti qualificati come reazionari secondo la definizione marxista del termine, cioè presunti partigiani di un ritorno a un presupposto "ordine antico" e che alcuni chiamano erroneamente conservatori;
- l'insieme dei movimenti e dei partiti disposti dopo le elezioni all'estrema destra dell'emiciclo del parlamento (a destra in alto) e che in questo caso si parla di estrema destra parlamentare;
- un insieme di gruppi insurrezionalisti realmente estremisti che fanno dell'avanguardismo[non chiaro] la loro bandiera;
- un insieme di gruppi rivoluzionari la cui ideologia prende nettamente le distanze dal parlamentarismo definendosi come "anarcofascista".

## Fondamenti ideologici
Le ideologie maggiormente considerate come di estrema destra sono:
- L'autoritarismo
- La xenofobia
- L'elitismo
- Il razzismo
- Il nativismo
- L'etnonazionalismo
- L'ultranazionalismo
- Il reazionarismo
- Il fascismo
- Il nazionalsocialismo
- Il neofascismo
- Il neonazismo
- Il populismo di destra
- Lo sciovinismo
- Il suprematismo bianco

- questi movimenti possono anche fare riferimento a idee e presupposti affini all'Alt-right

## Uso contemporaneo del termine
Solitamente come "estrema destra" si indicano gruppi come:
- i neofascisti, ovvero tutti quei movimenti, partiti e associazioni che si rifanno (più o meno coerentemente) ai principi della rivoluzione fascista o prendono comunque come modello i fascismi della prima metà del XX secolo (principalmente il Partito Nazionale Fascista, la Falange Española de las JONS, il Partito delle Croci Frecciate e la Guardia di Ferro);
- i nazionalsocialisti: i gruppi neonazisti che si richiamano al Partito Nazionalsocialista Tedesco dei Lavoratori di Adolf Hitler e che propugnano la rinascita del grande Reich tedesco e la supremazia della razza ariana;
- i razzisti: il Ku Klux Klan sostiene anch'esso la supremazia della «razza bianca». Altri movimenti che propugnano, invece, la supremazia della «razza nera» sono attivi negli Stati Uniti o nello Zimbabwe;
- alcuni partiti religiosi tradizionalisti portatori di una politica classificabile come clericale al pari degli estremisti cristiani, certi partiti religiosi in Israele come lo Shas, il Kipot srugot e l'A'Hihud Ha'Leumi, oltre che nelle parti del mondo con forti comunità ebraiche. Si possono contare anche partiti islamisti. Da notare che la componente nazional-cattolica è rappresentata in seno a numerosi partiti nazionalisti come per esempio in Francia in cui nel Rassemblement National molti lefebvriani sono simpatizzanti nazionalisti francesi.[39]

La religione rappresenta comunque un tema di divisione in seno all'estrema destra. Anche limitando l'analisi alla società europea è indispensabile operare una distinzione tra i partiti cristiani, i partiti laici o atei e i partiti affiliati in qualche modo al neopaganesimo come ad esempio in Francia i nazionalisti druidisti:
- i partiti populisti, nazionalisti e sovranisti: il Partito del Popolo Danese, il Partito della Libertà Austriaco, il sopraccitato Rassemblement National francese, il Movimento Nazionale Repubblicano,Reconquête, i Democratici Svizzeri, il Partito dei Nazionalisti Svizzeri, Alternative für Deutschland in Germania, il Vlaams Belang in Belgio, il partito LAOS in Grecia, la Lega in Italia, Fidesz in Ungheria, Vox in Spagna,il Partito per la Libertà nei Paesi Bassi,Chega in Portogallo, Diritto e Giustizia, Nowa Nadzieja e il Movimento Nazionale in Polonia e l'AUR in Romania.

D'altro canto alcune formazioni sono considerate da taluni osservatori come di estrema destra, ma questa classificazione può essere criticata da coloro che stimano le medesime posizioni politiche come estranee a una necessaria connotazione estremista, in altri tempi e in altri luoghi. Tra queste ultime formazioni si possono citare:
- i monarchici, fautori del potere reale nelle monarchie o almeno nelle repubbliche di una restaurazione della monarchia.
  - In Francia i realisti sono divisi tra orléanisti e legittimisti:
    - gli orleanisti (liberali);
    - i legittimisti (monarchici).

  - In Serbia la corrente monarco-nazionalista fu rappresentata durante la seconda guerra mondiale dai Cetnici. Negli anni 1990 l'eredità cetnica fu raccolta da partiti come il Movimento del Rinnovamento Serbo di Vuk Drašković e in parte dal Partito radicale di Vojislav Šešelj.
- I nazionalisti-rivoluzionari e i nazional-bolscevichi o «eurasisti» che si rifanno alle teorie di Jean Thiriart e di Aleksandr Dugin. Il termine «nazional-bolscevismo» è stato impiegato abusivamente per designare gli antichi membri della nomenklatura comunista riconvertiti al nazionalismo, come ad esempio fu fino al 2000 per il Partito Socialista di Serbia di Slobodan Milošević in Serbia.[senza fonte]
  - La sinistra nazionale, la quale si autocolloca a metà tra estrema destra ed estrema sinistra.

## Partiti e movimenti

### Afghanistan
Nell'Afghanistan è particolarmente noto il gruppo dei Talebani, ormai permanente presenza nella società civile che propugna un'ideologia basata sull'ultranazionalismo Pashtun e sul fondamentalismo islamico sunnita. Tuttora il movimento impone la sharia alla popolazione.

### Belgio
In Belgio nel passato il Partito Rexista fu la principale formazione e attualmente movimenti di estrema destra includono:
- Vlaams Belang, partito fiammingo xenofobo e indipendentista;
- Front National, partito francofono xenofobo e unitarista, diretto da Daniel Féret;
- Front Nouveau de Belgique, guidato da François-Xavier Robert. Nato ufficialmente nel 1996, è stato fondato da dissidenti del Front National di Daniel Féret guidati dalla deputata federale frontista Marguerite Bastien;
- Force Nationale, fondato nel 2004 dal senatore frontista Francis Detraux in seguito a numerosi conflitti con il presidente del Front National;
- Nation, fondato a Bruxelles nel 1999 da Hervé Van Laethem (capo politico dei giovani del Front Nouveau de Belgique fino al 1997) e Michel Demoulin (parlamentare a lungo vicino a Marguerite Bastien, all'epoca presidente del Front Nouveau de Belgique).

### Birmania
In Birmania dal 2012 i fondamentalisti buddhisti del Movimento 969 contribuiscono al genocidio dei rohingya. Il suo ispiratore, il monaco Ashin Wirathu, ha giustificato le aggressioni come difesa della cultura birmana, considerata minacciata dalla crescita della popolazione musulmana.

### Canada
In Canada Christian Heritage Party of Canada ha raccolto lo 0,3% dei consensi popolari e rappresenta in qualche modo l'ala religiosa di destra e di estrema destra del Partito Conservatore del Canada che lotta contro i diritti accordati o riconosciuti alle minoranze sessuali e religiose. Anche il deputato indipendente André Arthur è portatore di valori di estrema destra.

### Cile
In Cile il più noto movimento di estrema destra è quello pinochetista. 

### Croazia
In Croazia i movimenti nazionalisti sorti negli anni 1990 ebbero un carattere neofascista e paramilitare. Il principale fu il Partito Croato dei Diritti e la sua filiale paramilitare le Forze di Difesa Croate, anche se alcuni settori dell'Unione Democratica Croata di Franjo Tuđman non fecero differenza. Oltre a ciò vi fu un riproponimento di antisemitismo e negazionismo in istanza con le posizioni degli Ustascia croati durante la seconda guerra mondiale.

### Danimarca
In Danimarca tra il 2001 e il 2004 il Paese è stato governato da Anders Fogh Rasmussen del Partito Liberale di Danimarca (Venstre) che beneficiava dell'appoggio del populista Partito Popolare Danese, considerato di estrema destra da alcuni media. Rieletto nel 2005, in quelle elezioni i movimenti dichiaratamente di estrema destra hanno accresciuto il loro consenso, ottenendo 24 seggi al parlamento e totalizzando il 13,2% dei voti.

### Francia

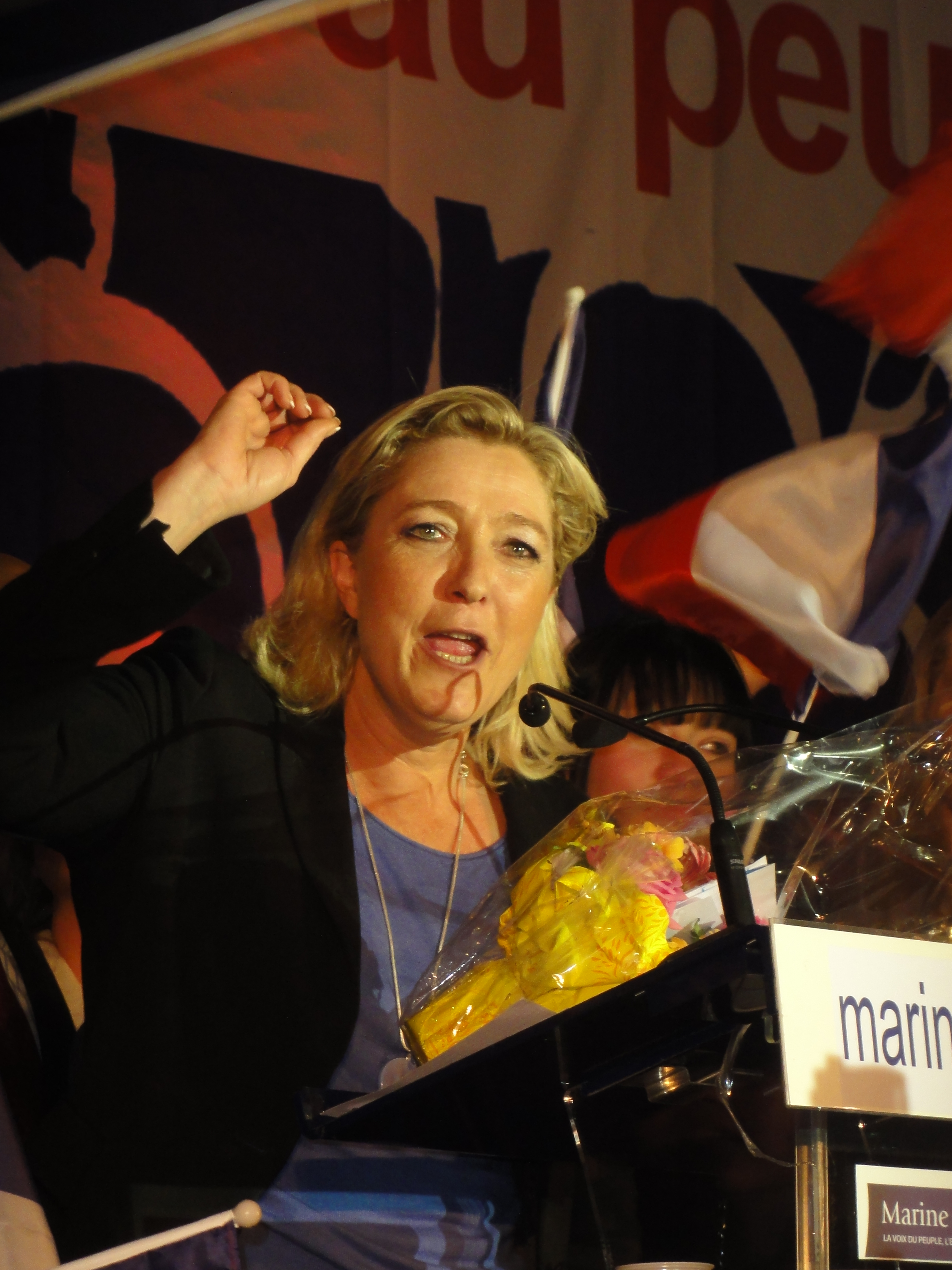
Marine Le Pen

In Francia numerosi giornali di estrema destra sono stati pubblicati all'inizio del XX secolo, tra cui Le Nouveau Siècle (1925), L'Ami du peuple, Le Franciste, Les Cahiers, La Revue française, Combats, Plans e Je suis partout.
Nel corso della seconda guerra mondiale il regime di Vichy ha favorito la pubblicazione di numerosi giornali di estrema destra come Au Pilori o Le Petit Marseillais mentre nel dopoguerra vengono fondati Paroles françaises (1946), Aspects de la France (1947), Verbe (1949), Rivarol (1951), Fraternité française (1954), La Nation française (1955), Défense de l'Occident, Jeune Nation (1959), Europe-Action (1963), Militant, Nouvelle École, Éléments, Initiative nationale (1975), Pour une force nouvelle (1982), Présent, National hebdo, Alliance populaire - mensuel (1994) e Le Choc du mois. Negli anni 1970 compare il Parti de force nouvelle di Jean-Louis Tixier-Vignancour mentre negli anni 1980 incominciò il successo elettorale di Jean-Marie Le Pen con il Front national. Nell'area culturale si evidenziò il Groupement de Recherche et d'Études pour la Civilisation Européenne fondato da Alain de Benoist.
Nel 2004 secondo i renseignements généraux francesi esisterebbero da 2 500 a 3 500 militanti o simpatizzanti di diversi gruppi minoritari di estrema destra al di fuori del Front national.

### Germania

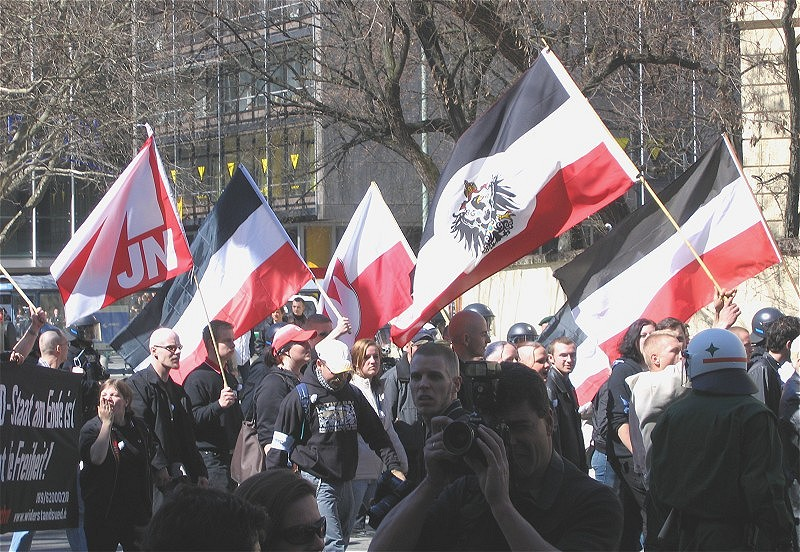
Marcia di neonazisti a Monaco di Baviera, 2005.

In Germania i quattro partiti etichettati di estrema destra più noti sono:
- Nationaldemokratische Partei Deutschlands (Partito Nazionaldemocratico di Germania), con circa 5000 iscritti, 9,2% dei voti alle elezioni in Sassonia del 2004 e un europarlamentare eletto nel 2014. Nel 2011 ha assorbito al suo interno la Deutsche Volksunion (DVU) (Unione Popolare Tedesca), che ha ottenuto il 6,1% dei voti alle elezioni in Brandeburgo del 2004);
- Die Republikaner (I Repubblicani), che ha ottenuto l'1,9% dei voti alle elezioni europee del 2004;
- Pegida, movimento anti-islamico sorto nel 2014;
- Alternative für Deutschland, movimento nazionalista di estrema destra fondato nel 2013 che nelle elezioni federali in Germania del 2021 ha ottenuto il 10,3% dei voti.

### Regno Unito
Nel Regno Unito di partiti e movimenti di estrema destra si possono citare:
- Il Partito Nazionale Britannico, il cui capo politico è Adam Walker e che ha ottenuto il 6,2% dei voti alle elezioni europee del 2009;
- La Lega di Difesa Inglese, movimento anti-islamico nato nell'ambiente hooligan delle curve inglesi. Nonostante possa sembrare un movimento neonazista si oppone solo ed esclusivamente ai musulmani jihadisti e vi sono sezioni di questo movimento composte da persone di religione ebraica.

### Grecia

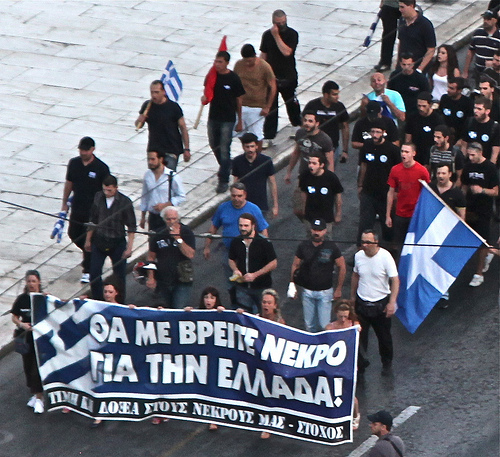
Manifestazione di Alba Dorata nel 2012

In Grecia il partito di estrema destra più noto era Alba Dorata.

### India
India sono attivi gruppi integralisti indù come il movimento All India Hindu Mahasabha, responsabile di aggressione a comunità sikh e musulmane.

### Italia

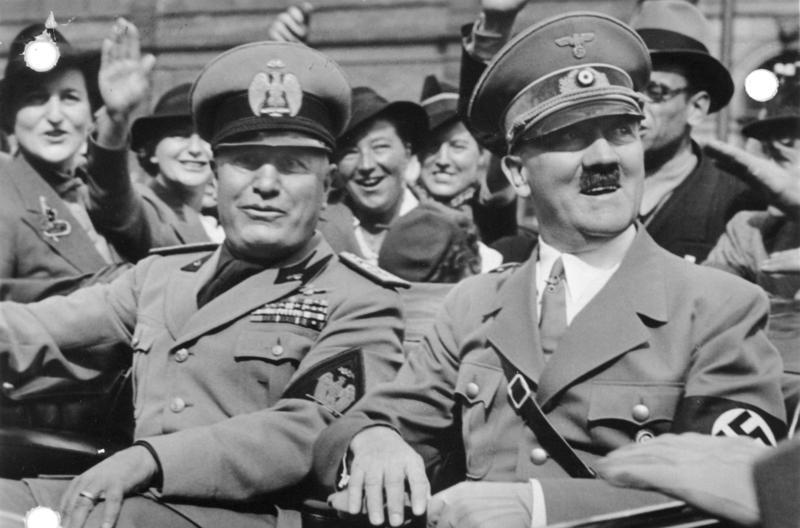
Benito Mussolini con Adolf Hitler, esponenti dell’estrema destra.

In Italia, oltre la destra politica rappresentata in Parlamento, l'estrema destra nel tempo è stata composta da formazioni politiche molto diverse, alcune attive e altre disciolte: tra queste qualche movimento si riferisce esplicitamente al passato regime fascista. Durante quasi 50 anni il Movimento Sociale Italiano è stata la principale formazione politica, che ha rappresentato la destra estrema nelle istituzioni politiche italiane, compreso il primo governo presieduto da Silvio Berlusconi.
In diversi saggi e articoli giornalistici, seppur non facente esplicitamente riferimento al fascismo, vengono inseriti in tale ambito anche la Lega di Matteo Salvini, Fratelli d'Italia di Giorgia Meloni e Italexit di Gianluigi Paragone.

#### Extraparlamentari
- Forza Nuova;
- Movimento Sociale Fiamma Tricolore;
- CasaPound (scioltosi come partito nel 2019 ma rimasto attivo come movimento);[55]
- Movimento Fascismo e Libertà, partito politico fondato nel 1991 da Giorgio Pisanò;
- Movimento Idea Sociale, partito fondato nel 2004 da Pino Rauti;
- Fronte Nazionale, partito fondato nel 1997 da Adriano Tilgher, federatosi nel 2008 con La Destra di Storace per poi riprendere un sentiero autonomo nel 2013;
- Alternativa Tricolore, movimento politico di "rinascita nazionale", fondato da Luigi Cortese e confluito in Forza Nuova nel 2016 di cui Cortese è divenuto dirigente nazionale;
- Lealtà e Azione; associazione metapolitica presente principalmente in Lombardia;
- Militia, organizzazione neonazista attiva a Roma e a Como;[56] considerata dal ROS «dedita alla commissione di atti violenti, anche di matrice xenofoba»;[57]
- Veneto Fronte Skinheads, movimento neonazista e naziskin del Veneto;[57]
- Comunità Politica d'Avanguardia, movimento comunitario antiamericano e filo-islamico;[58]
- Leoni Crociati Brianzoli, gruppo locale neonazista attivo in Brianza;[57]
- Alba Dorata in Italia, ispirato all'omonimo partito greco;[57]
- Unione per il Socialismo nazionale - Raggruppamento Sociale Italiano, movimento socialista nazionale che proclama di raccogliere l'eredità del fascismo di sinistra;
- Movimento Nazionale - La Rete dei Patrioti movimento politico nato nel maggio del 2020 da una scissione di Forza Nuova e datosi uno statuto in un’assemblea nazionale il 10 ottobre 2020 a Montecatini Terme;
- Movimento Patria Nostra, fondato da Valerio Arenare, attivo soprattutto in Piemonte e Lazio. Nel 2016 è confluito in Forza Nuova di cui Arenare è divenuto dirigente nazionale[57]. Si è ricostituito nel 2021 per federarsi con il Movimento Nazionale - La Rete dei Patrioti;
- Fasci italiani del lavoro, movimento fondato nel mantovano;[59]
- Militia Christi, movimento politico tradizionalista cattolico nato a Roma il 23 aprile 1992 per opera di Fabrizio Lastei. Fortemente impegnato in favore di una visione cattolica dello Stato si oppone fortemente al laicismo, alle leggi sull’aborto e sui diritti LGBT. Si richiama al Cristianesimo sociale e all’intransigentismo;
- Comunità Militante dei Dodici Raggi, associazione operante in provincia di Varese, dichiaratamente nazionalsocialista e coinvolta in diverse inchieste giudiziarie;
- Rifondazione Fascista, movimento che intende promuovere uno Stato fondato sui principi del corporativismo e democrazia pluripartitica quindi contro il sistema dittatoriale a partito unico.

Disciolti
- Ordine Nuovo (sciolto il 21 novembre 1973);
- Lotta di Popolo (OLP) (sciolto nel 1973);
- Avanguardia Nazionale (sciolto nel 1976);
- Lotta Popolare (LP) (sciolto nel 1978);
- Terza Posizione (sciolto nel 1980);
- Costruiamo l'azione (sciolto nel 1980);
- Fronte Nazionale (sciolto nel 1993);
- Movimento Politico (sciolto nel 1993);
- Azione Sociale, fondato da Alessandra Mussolini dopo la sua uscita da Alleanza Nazionale nel 2003, confluito nel Popolo della libertà.

### Portogallo
In Portogallo il principale partito di estrema destra è Chega!.

### Romania
In Romania il principale partito di estrema destra è il Partito Grande Romania.

### Russia
In Russia il principale partito di estrema destra è il Partito Nazionale Socialista Russo.

### Serbia
In Serbia la caduta della Jugoslavia e la guerra civile fecero sì che molti movimenti nazionalisti conseguissero importanti affermazioni; oltre a ciò, la maggior parte di essi durante la guerra organizzarono formazioni paramilitari. Essi includono:
- Il Partito Radicale Serbo di Vojislav Šešelj, il principale movimento nazionalista che ha raccolto massicci risultati elettorali (fino a sfiorare il 30%) a cavallo fra il 1992 ed il 2008, per poi ridurre drasticamente i consensi negli anni successivi. Negli anni 1990 costituì i Volontari del Partito Radicale Serbo, che guidati da Šešelj combatterono durante tutto il periodo di guerra;
- Il Movimento del Rinnovamento Serbo di Vuk Drašković, che si considera erede della tradizione cetnica, apertamente monarchico e conservatore;
- Altri meno importanti organizzazioni furono il Partito dell'Unità Serba, nato dalle ceneri della Guardia Volontaria Serba e guidato da Željko Ražnjatović, oppure i Falchi serbi di Siniša Vučinić, che però ebbero più un carattere militare che politico.

### Spagna
In Spagna sono attive principalmente la Falange Española de las JONS, la rete di centri sociali neofascisti Hogar Social e altri piccoli movimenti come Democrazia Nazionale e il Movimento Sociale Repubblicano.

### Sri Lanka
Nello Sri Lanka il gruppo Budhu Bala Sena (in italiano: Forza potere buddhista) di stampo razzista e anti-islamico guidato dal monaco Galagoda Aththe Gnanasara Thero che ha compiuto centinaia di missioni, uccisioni, persecuzioni ed esecuzioni contro l'esigua minoranza musulmana nell'isola.

### Stati Uniti d'America
Negli Stati Uniti l'estrema destra è piuttosto variegata, ma è costituita prevalentemente dai conservatori più estremisti e dai suprematisti etnici. Essi includono:
- La Chiesa battista di Westboro, setta battista composta da circa una cinquantina di persone e nota alla stampa per le sue feroci campagne omofobe, dove accostano gli omosessuali a pedofili e stupratori;[62]
- La Nazione Ariana, organizzazione neonazista sostenitrice del nazionalismo bianco e fondata negli anni 1970 da Richard Girnt Butler come branca del gruppo seguace dell'identità cristiana chiamato Chiesa cristiana di Gesù Cristo. Al 2009 vi erano varie fazioni diverse che rivendicano la diretta continuità con il gruppo, definito dall'FBI una «minaccia terroristica».[63]

### Sudafrica
In Sudafrica il nazionalismo afrikaner è stato rappresentato per quasi ottant'anni dal Partito Nazionale, che nel 1948 instaurò la politica di segregazione razziale nota come «apartheid». L'estrema destra si è talvolta espressa in seno al Partito Nazionale, ma più frequentemente tra i dissidenti fondamentalisti come l'Ordine Nuovo (in afrikaans: Neuwe Orde) con Oswald Pirow, la Sentinelle dei carri trainati da buoi (in afrikaans: Ossewabrandwag) negli anni 1940 e il Partito Nazionale Rifondato del Sudafrica a partire dal 1969, o conservatori come il Partito Conservatore.
A partire dagli anni 1970 si formano dei gruppi parlamentari di ispirazione neonazista. Il più simbolico e rappresentativo tra questi fu il Movimento di Resistenza Afrikaner di Eugène Terre'Blanche. Nel 1994 il Fronte della Libertà Più è un nuovo partito sostenuto dalla destra e dall'estrema destra sudafricana che rifiuta il ricorso alla violenza e partecipa alle prime elezioni multirazziali del Paese. Con quattro deputati nel 2005 ha ampliato il suo spazio politico ed è diventato un partito rispettabile e rispettato mentre l'antico Partito Nazionale ha chiuso la sua carriera fondendosi con il Congresso Nazionale Africano nel 2004 dopo aver ottenuto a quelle elezioni l'1,6%.

### Svezia
In Svezia i due principali partiti di estrema destra sono:
- il Nordisk Ungdom, fondato nel 2010 da Fredrik Hagberg;
- il Movimento di resistenza nordica, facente parte del più grande movimento omonimo presente in tutta la Scandinavia

### Svizzera
In Svizzera l'estrema destra è composta principalmente da due formazioni:
- i Democratici Svizzeri, ideologicamente radicali, ma democratici e politici;
- il Partito dei Nazionalisti Svizzeri.

I Democratici Svizzeri sono i discendenti dell'Azione Nazionale fondata nel 1961 da James Schwarzenbach. Una delle sue prime campagne fu il lancio dell'iniziativa «contro la sovrappopolazione straniera» che vide Schwarzenbach solo contro tutti in parlamento. Il partito rivendica oltre a consuete posizioni dell'estrema destra (sovranità, identità e patriottismo) una componente ideologica basata sulla sovrappopolazione della Svizzera e sul conseguente costo sociale. Hanno al momento un solo rappresentante al Consiglio Nazionale e nessuno al Consiglio degli Stati, ma sono presenti in alcuni parlamenti cantonali.
Il Partito dei Nazionalisti Svizzeri, il cui simbolo è una bandiera svizzera con sopra un mazzafrusto, è un partito nettamente più radicale e vicino agli ambienti nazisti, oltre che più propenso alle manifestazioni che non alla politica tradizionale. Membri del partito si sono presentati a elezioni locali e cantonali. Personaggi importanti del partito sono già stati condannati ad ammende e/o a pene detentive per aggressione.

### Tunisia
In Tunisia è attivo Hizb ut-Tahrir, partito panislamico salafita a cui le autorità hanno vietato di candidarsi perché anti-democratico.

### Turchia
In Turchia il Partito del Movimento Nazionalista e la sua milizia privata, nota come i Lupi grigi, sono le principali organizzazioni estremiste turche dal 1969. Un'ideologia nazional-islamista è alla base delle loro azioni violente (i Lupi grigi sono ritenuti responsabili dell'assassinio di circa 700 persone durante gli anni di piombo che vanno dal 1974 al 1980), si oppongono a qualsiasi concessione sui diritti dei curdi e all'ingresso della Turchia nell'Unione europea e intrattengono legami con alcuni circoli politici e militari turchi (uno dei capi clandestini della milizia è rimasto ucciso durante un incidente automobilistico in compagnia di un ministro dello Stato).

### Ucraina
In Ucraina il Partito Social Nazionale, il partito Svoboda e il Partito Repubblicano Conservatore possono essere assimilati a partiti estremisti, ma la principale organizzazione è il Settore Destro, partito che appoggia apertamente Julija Tymošenko e che si è fatto notare per l'espulsione di preti russi da chiese ortodosse, per l'intimidazione delle minoranze ungheresi, polacche e rumene dell'Ucraina occidentale alle elezioni del 2004 e per la richiesta di riabilitare i combattenti anticomunisti che parteciparono a fianco delle SS all'invasione della Russia sovietica.

### Ungheria
In Ungheria il Partito Ungherese Giustizia e Vita è stato creato nel 1993 da dissidenti del partito principale di destra, il Forum Democratico Ungherese. Uno dei suoi dirigenti è già stato condannato nel 2003 per proposte antisemite.
Il partito si allea con la destra ungherese di Viktor Orbán su quelli che considera problemi delle minoranze ebree e gitane e chiede che la nazionalità ungherese sia concessa immediatamente a tutte le etnie ungheresi straniere, in primo luogo ai magiari di Slovacchia, Romania, Serbia e Ucraina. L'iniziativa è stata bocciata da un referendum nel 2004, ma è poi stata adottata dal parlamento ungherese nel 2010.
Il principale partito di estrema destra è Jobbik, che alle elezioni europee del 2009 ha ottenuto il 14,7% e tre seggi a Strasburgo.

### Zimbabwe
In Zimbabwe il principale partito di estrema destra è il Fronte Rhodesiano.